# Jack Terry

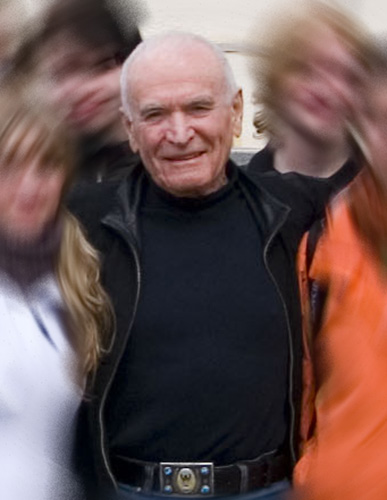
Jack Terry, 2008

Jack Terry (geboren 10. März 1930 als Jakub Szabmacher in Ostpolen; gestorben 30. Oktober 2022 in der Nähe von München) war ein polnisch-US-amerikanischer Psychoanalytiker und Buchautor. Er war bei der Befreiung des Konzentrationslagers Flossenbürg im April 1945 der jüngste überlebende Häftling des Lagers.

## Leben
Terry wurde 1930 als eines von vier Kindern einer jüdischen Kaufmannsfamilie geboren und wuchs in Bełżyce auf. Während der deutschen Besetzung Polens wurde zunächst sein Vater in das KZ Majdanek deportiert. Bełżyce gehörte zum Bereich des Gestapochefs von Izbica, Kurt Engels; Terry war Zeuge etlicher Mordtaten, die dieser verübte. Im Oktober 1942 wurden er und seine Familie zusammen mit den noch in Bełżyce lebenden Juden aus der Stadt vertrieben. Als er in der Kolonne der Deportierten bemerkte, dass seine Mutter nicht mitgekommen war, floh er zurück in seine Heimatstadt. Dort fand er seine Mutter und seine Schwester. Sein Bruder war während der Vertreibung erschossen worden. Anfang 1943 wurden die überlebenden Mitglieder der Familie Szabmacher aus dem Ghetto Bełżyce in das SS-Arbeitslager Budzyń verschleppt. Dort wurde er Zeuge, als am 8. Mai 1943 der Unterscharführer Reinhold Feix während einer Selektion seine Mutter und seine Schwester erschoss. Terry wurde in Budzyń in einer Flugzeugwerft der Ernst Heinkel Flugzeugwerke zur Arbeit herangezogen. Als die Rote Armee näher rückte, kam er zu einer Flugzeugproduktion in einer Salzmine bei Wieliczka und schließlich Anfang August 1944 in das KZ Flossenbürg. Er wurde zunächst im Steinbruch, später in der Flugzeugproduktion und während der letzten drei Monate vor der Befreiung des Lagers in der Häftlingswäscherei eingesetzt.
Am 8. April 1945 begann die SS unter dem Eindruck der heranrückenden Truppen der US Army mit der Evakuierung des Lagers in Flossenbürg. Der Kommandant Max Koegel schickte die marschfähigen Häftlinge auf einen Todesmarsch in das KZ Dachau. Mithäftlinge versteckten den 15-jährigen Terry in einem Rohrtunnel, der von der Wäscherei in die Küche führte. Als die US Army das Lager am 23. April 1945 einnahm, war er der jüngste Häftling. Als einziges Mitglied seiner Familie hatte er den Holocaust überlebt.
Ein Colonel aus der einmarschierten Division nahm sich des Waisenjungen an und nahm ihn mit in die Vereinigten Staaten. Als Soldat einer in Heidelberg stationierten Einheit kam Terry in den 1950er Jahren nach Deutschland zurück. In den USA studierte er zunächst Geologie, wechselte aber später zur Medizin und arbeitete in New York City als Psychoanalytiker.
1995 kehrte er anlässlich des 50. Jahrestages der Befreiung des Lagers wieder nach Flossenbürg zurück, um seiner Tochter von seiner Kindheit und Jugend zu berichten und sich dort mit ehemaligen Häftlingen zu treffen. Seither kam Terry jährlich nach Flossenbürg. Er war Mitglied im Stiftungsrat der Stiftung Bayerische Gedenkstätten und Sprecher der ehemaligen Häftlinge des Konzentrationslagers Flossenbürg. Im Jahr 2005 entstand unter dem Titel Jakubs Welt ein Buch, in dem er seine Lebensgeschichte erzählt. Das ZDF zeigte im Januar 2011 die 45-minütige Dokumentation Die zwei Leben des Jack Terry.
Für sein herausragendes bürgerschaftliches Engagement wurde Terry im Juli 2007 mit dem Bayerischen Verdienstorden ausgezeichnet. Er starb nach schwerer Krankheit Ende Oktober 2022 im Alter von 92 Jahren.

## Schriften
- Jack Terry (Autor), Alicia Nitetzky (Übers.): Jakubs Welt – Die Erinnerungen des Jack Terry. Bayerische Landeszentrale für politische Bildungsarbeit, München 2005.